# Taichiro Morinaga
Taichiro Morinaga est un nom japonais traditionnel ; le nom de famille (ou le nom d'école), Morinaga, précède donc le prénom (ou le nom d'artiste).
Pour les articles homonymes, voir Morinaga.
Compléments
Fondateur du groupe Morinaga.
Taichiro Morinaga (森永太一郎, Morinaga Taichiro) (17 juin 1865 - 24 janvier 1937) est un entrepreneur et philanthrope japonais, fondateur du groupe Morinaga en 1899, le premier confiseur moderne du Japon et le premier à produire du chocolat dans le pays,.

## Biographie
Né au sud de l'île de Kyūshū, Morinaga n'est pas scolarisé durant son enfance et son père meurt quand il a 7 ans. Il devient apprenti potier et se rend à Tokyo à l'adolescence pour vendre de la poterie. Il devient ensuite directeur de succursale pour un grossiste à Yokohama mais son entreprise perd beaucoup de l'argent après avoir accordé trop de crédit aux clients par clémence. Les employés étant considérés comme personnellement responsables de ces pertes, Morinaga cherche un moyen de rembourser son patron.
En l'absence de perspectives locales pour rembourser la perte, Morinaga émigre à 23 ans aux États-Unis et ouvre une quincaillerie à San Francisco. Cependant, le boycott local anti-asiatique ruine son entreprise. Durant son séjour, il se convertit également au christianisme.

### Pionnier du bonbon au Japon
Pendant son séjour aux États-Unis, un Américain lui offre un bonbon qui est une révélation gastronomique pour Morinaga. Ayant mené une existence pauvre au Japon, il n'a jamais goûté à une friandise aussi délicieuse. À l'époque, les bonbons au Japon sont chers et composés soit de haricots bouillis, soit de miel d'abeille, ce qui est à la base de bonbons apportés à l'origine par des commerçants chinois et portugais plusieurs siècles auparavant ou de bonbons encore plus chers importés d'Europe. Morinaga revient au Japon puis retourne de nouveau aux États-Unis mais n'arrive pas à obtenir un emploi d'apprenti en confiserie en raison de ses origines asiatiques. À la place, il travaille comme concierge dans une fabrique de bonbons pour acquérir de l'expérience. Après avoir interrogé un certain nombre de Japonais aux États-Unis, il découvre que les guimauves sont populaires mais indisponibles au Japon. Cette deuxième visite d'étude de la fabrication de bonbons dure dix ans.
En 1899, il revient au Japon et commence à vendre des bonbons en chariot. Plus tard cette année-là, il ouvre une confiserie à Tokyo dans l'arrondissement de Minato, le Morinaga Western Confectionery Shop (plus tard appelé Morinaga Confectionery,), avec Hanzaburo Matsuzaki, un associé également chrétien.
Il fonde ensuite la compagnie Morinaga, la première entreprise de confiserie moderne au Japon et la première à produire des chocolats dans le pays lorsqu'elle commence en 1918,, un an après l'ouverture d'une entreprise laitière. L'entreprise est considérée comme l'un des plus grands industriels du Japon ne faisant pas partie d'un zaibatsu. La première difficulté de la société est le fait que le Japon a peu de production commerciale de lait, obligeant l'entreprise à ouvrir sa propre laiterie. Une autre difficulté est que le Japon a peu de terres arables pour les cultures et ne produit pas de maïs ou de canne à sucre nécessaires pour fabriquer du sirop de maïs.
L'un de ses premiers produits sont les guimauves, que Morinaga appelle « nourriture des anges » en raison de leur couleur et de leur association avec le christianisme, sa religion. Il développe un type de caramel appelé Hi-Chew (en) qui devient l'un de ses produits phares. Les Hi-Chew sont moins beurrés et plus résistants à la fonte par temps chaud japonais que les formules de caramel qu'il avait vues aux États-Unis. Ce nouveau type de caramel fait ainsi mieux appel au goût japonais.

## Postérité

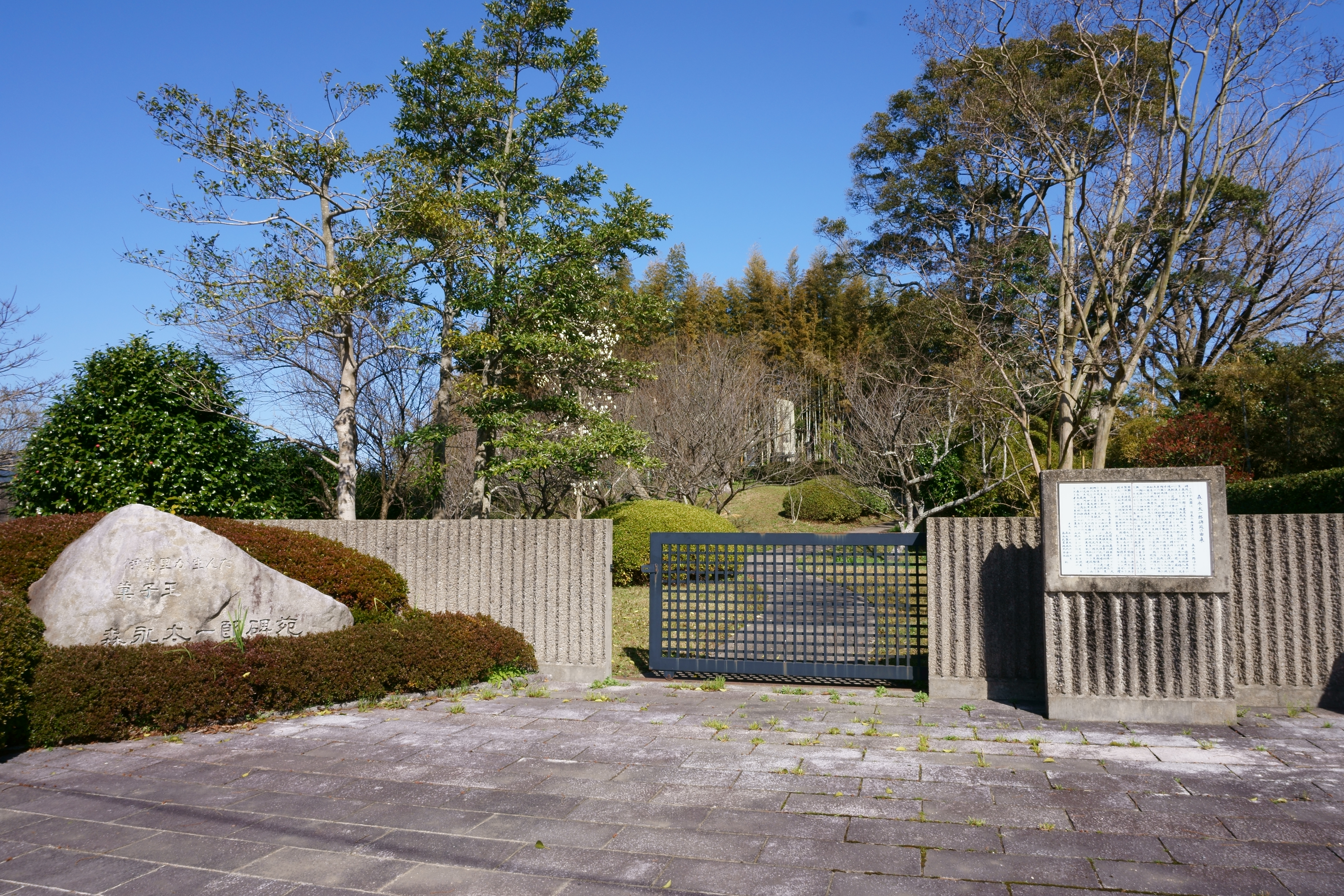
Mémorial de Morinaga Taichiro à Imari dans la préfecture de Saga.

Après le séisme du Kantō de 1923, Morinaga dirige des opérations de sauvetage et distribue également des bonbons et des produits laitiers aux personnes déplacées par la catastrophe, tout en faisant des dons pour l'achat de riz à distribuer aux sinistrés.
En 1944, en association avec l'école de médecine militaire du Japon, la compagnie Morinaga est la première à produire de la pénicilline, un antibiotique, au Japon.
À l'heure actuelle, le groupe Morinaga est l'un des plus grands fabricants de bonbons au Japon, avec un chiffre d'affaires de 1,5 milliard $ en 2008 et plus de 5 000 employés. La société exploite également des restaurants, des cafés, des cafétérias et des terrains de golf au Japon. Sa filiale, la Morinaga Milk Industry, vend du lait en poudre et d'autres produits laitiers dans le monde entier, ainsi que des collations diététiques. En 2008, Morinaga America, Inc. est ouvert aux États-Unis.